# La Vila (Pinell de Solsonès)
La Vila és una masia situada al municipi de Pinell de Solsonès a la comarca catalana del Solsonès, construïda en el segle xvi. Està situada a 240 metres al nord del Serrat de la Vinya, i els edificis més propers són la masia dels Casals i el nucli de Pinell, ambdós situats a uns 700 metres a l'oest i al nord-est respectivament.

## POUM
En el POUM del municipi de Pinell, es justifiquen les següents raons legals que n'aconsellen la recuperació i preservació:
- Paisatgístic: posició en el territori, visibilitat des dels recorreguts principals, integració en el paisatge.
- Mediambiental: l'estructura del medi rural del municipi es fonamenta en un sistema de masies gairebé equidistants que facilita l'explotació i control del medi. L'ocupació permanent de la masia facilitarà l'explotació agrícola i la preservació del medi. Primera residència.
- Històric: època de construcció segle xvi. Raons històriques del seu enclavament i ús.